# Wohn- und Wirtschaftsgebäude Augustendorf 1

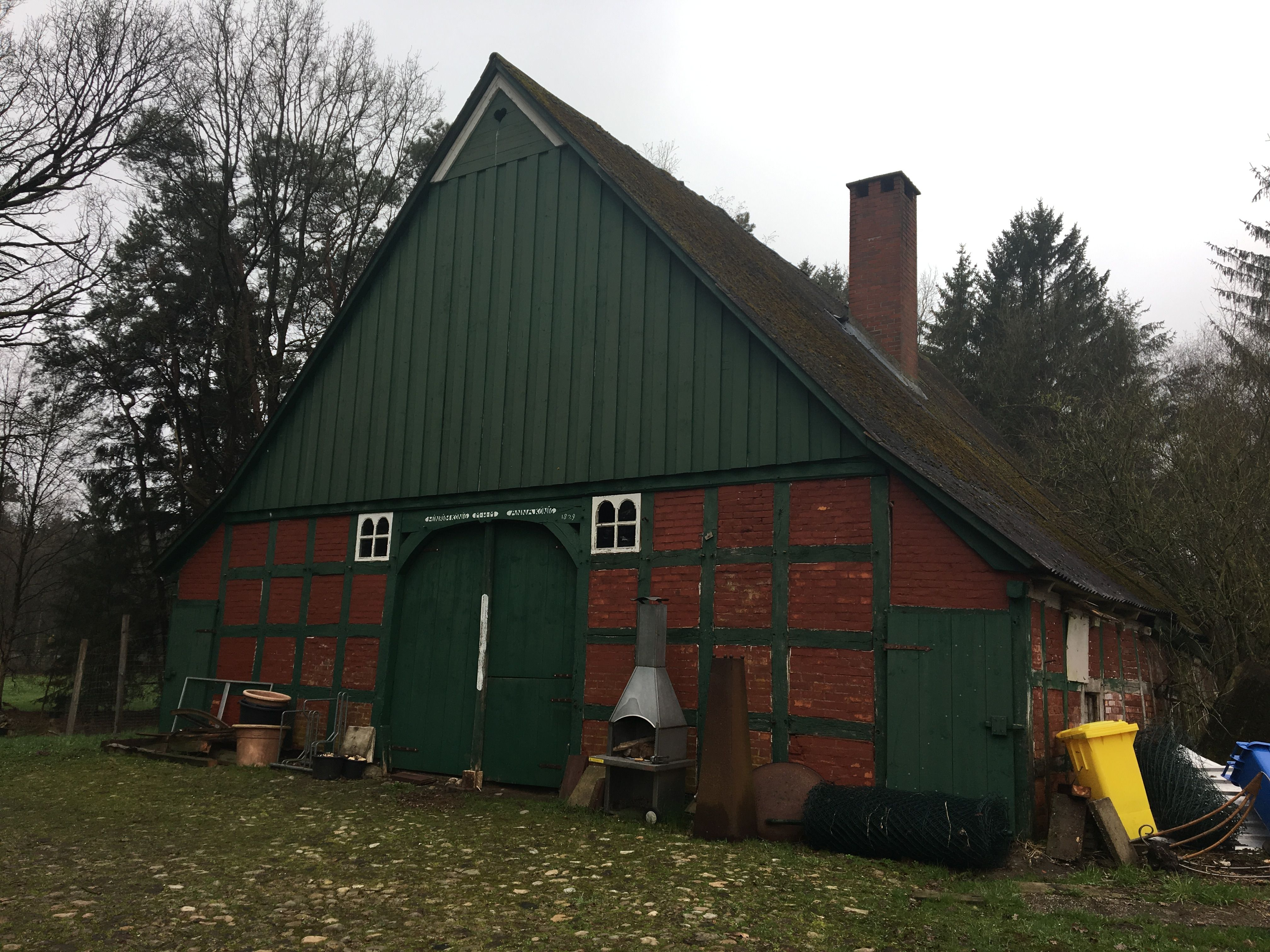
Westgiebel (2019)

Das Wohn- und Wirtschaftsgebäude Augustendorf 1 in der niedersächsischen Gemeinde Gnarrenburg, Ortsteil Augustendorf, wurde in der ersten Hälfte des 19. Jahrhunderts gebaut. Aktuell (2025) wird es zum Wohnen genutzt.
Das Gebäude steht unter Denkmalschutz (siehe auch Liste der Baudenkmale in Gnarrenburg).

## Geschichte und Beschreibung
Augustendorf wurde 1828 in der letzten Phase der Moorkolonisation gegründet. Es liegt vier Kilometer östlich des Kernortes Gnarrenburg und gehört zum Landkreis Rotenburg (Wümme). Diese Hofanlage ist Teil der planmäßig angelegten Moorsiedlung und liegt an einem längeren Stichweg auf einem größeren baumbestandenen Areal.
Das eingeschossige traufständige Gebäude als Zweiständer-Hallenhaus in Fachwerk und Unterrähmkonstruktion mit geschlämmten Steinausfachungen, Satteldach mit senkrechter Verbretterung des oberen Giebeldreiecks und Grooter Door mit Korbbogen, wurde 1829 (Inschrift) für Hinrich und Anna König gebaut.
Das Landesdenkmalamt befand u. a.: „… Es liegt idealtypisch traufständig zur Straße und weit von dieser zurück.“